# Willoughby
Willoughby és una població dels Estats Units a l'estat d'Ohio. Segons el cens del 2000 tenia 22.621 habitants.

## Demografia
Segons el cens del 2000, Willoughby tenia 22.621 habitants, 10.265 habitatges, i 5.892 famílies. La densitat de població era de 858,8 habitants per km².
Dels 10.265 habitatges en un 25,2% hi vivien nens de menys de 18 anys, en un 42,8% hi vivien parelles casades, en un 11,1% dones solteres, i en un 42,6% no eren unitats familiars. En el 36,6% dels habitatges hi vivien persones soles el 13,9% de les quals corresponia a persones de 65 anys o més que vivien soles. El nombre mitjà de persones vivint en cada habitatge era de 2,17 i el nombre mitjà de persones que vivien en cada família era de 2,87.
Per edats la població es repartia de la següent manera: un 21,1% tenia menys de 18 anys, un 7,3% entre 18 i 24, un 31,5% entre 25 i 44, un 22,5% de 45 a 60 i un 17,5% 65 anys o més.
L'edat mediana era de 39 anys. Per cada 100 dones de 18 o més anys hi havia 81,9 homes.
La renda mediana per habitatge era de 43.387 $ i la renda mediana per família de 53.677 $. Els homes tenien una renda mediana de 38.711 $ mentre que les dones 30.553 $. La renda per capita de la població era de 23.653 $. Aproximadament el 4,3% de les famílies i el 5,8% de la població estaven per davall del llindar de pobresa.